# Lokuta (Järva)
Pour les articles homonymes, voir Lokuta.
Lokuta est un village de la commune de Türi du comté de Järva en Estonie.
Au 31 décembre 2011, il compte 178 habitants.